# 2017–2018-as EHF-bajnokok ligája
A 2017–2018-as EHF Bajnokok Ligája az európai kézilabda-klubcsapatok legrangosabb tornájának 58. kiírása, ezen a néven pedig a 25. A bajnokság címvédője az RK Vardar Szkopje. Magyarországról két csapat vesz részt a küzdelmekben, a bajnoki címvédő Telekom Veszprém KC és a bajnoki ezüstérmes Pick Szeged. Mindkét magyar csapat automatikusan a főtáblán kezdett.
A magyar csapatok a nyolcaddöntőben búcsúztak. A kilencedik alkalommal megrendezett Final Fourba a címvédő RK Vardar Szkopje mellett három francia csapat jutott. A végső győztes végül története során másodszor a Montpellier lett.
A torna lebonyolítása megegyezett a 2015-ben bevezetettel. Ebben a formátumban ez az első alkalom, hogy egy alsó ágról érkező csapat tudta megnyerni a bajnoki címet.

## Lebonyolítás
27 csapat került egyből a csoportkörbe, a maradék egy helyre egy négycsapatos kvalifikációs tornáról lehetett bejutni.
A csoportkörbe jutott 28 csapatot négy csoportba sorolták. Az A és B csoportba nyolc-nyolc csapat került, a C és D csoportba pedig hat-hat csapat. Az A és B csoportba sorolták az erősebb csapatokat, a C és D-be pedig a gyengébbeket. Az A és B csoportból a csoportgyőztes egyből a negyeddöntőbe jutott, a 2-6. helyezettek pedig a nyolcaddöntőbe. A C és D csoport 12 csapatából összesen kettő juthatott a nyolcaddöntőbe úgy, hogy a C csoport első két helyezettje a D csoport első két helyezettjével egy oda-vissza vágóban döntötték el ennek sorsát.
A negyeddöntőből továbbjutó csapatok jutottak a 2018. május 26-27-én megrendezett kölni Final Fourba, ahol a bajnoki cím sorsa eldőlt.

## Csapatok
Ebben a Bajnokok ligája szezonban a következő csapatok neveztek. Közülük 27 egyből a főtáblára került, a fennmaradó 1 helyről pedig egy selejtezőtornán döntöttek.
| A és B csoport        | A és B csoport        | A és B csoport     | A és B csoport            |
| --------------------- | --------------------- | ------------------ | ------------------------- |
| Meskov Breszt         | Zagreb                | Aalborg Håndbold   | HBC Nantes                |
| Paris Saint-Germain   | Flensburg-Handewitt   | THW Kiel           | Rhein-Neckar Löwen        |
| Pick Szeged           | Telekom Veszprém KC   | Vardar Szkopje     | Vive Targi Kielce         |
| Wisła Płock           | RK Celje              | Barcelona          | IFK Kristianstad          |
| C és D csoport        |                       |                    |                           |
| Skjern Håndbold       | Montpellier           | Metalurg Szkopje   | Elverum Håndball          |
| Dinamo București      | Csehovszkije Medvegyi | RK Gorenje Velenje | Ademar León               |
| Kadetten Schaffhausen | Beşiktaş              | Motor Zaporizzsja  | Selejtezőcsoport győztese |
| Selejtező             |                       |                    |                           |
| Alpla HC Hard         | Riihimäki Cocks       | Sporing CP         | Tatran Prešov             |

## Selejtező
A selejtezőben indulók egy négy csapatos tornáról juthattak be a főtáblára. A selejtezőtornát egyenes kieséses rendszerben bonyolították le egy hétvégén, a szombati elődöntőket követően a vasárnapi döntőben győztes csapat vehetett részt a Bajnokok ligája ezen kiírásában. A mérkőzéseket 2017. szeptember 2-án és 3-án rendezték a Tatran Prešov otthonában, Eperjesen. A vasárnapi döntőben a Sporing CP hosszabbításban legyőzte az Alpla HC Hard csapatát, így a portugál csapat csatlakozhatott a Bajnokok ligája D csoportjához.
|  |                 |                 |               |               |    |            |            |       |
|  | Elődöntők       | Elődöntők       | Elődöntők     |               |    | Döntő      | Döntő      | Döntő |
|  | Elődöntők       | Elődöntők       | Elődöntők     |               |    | Döntő      | Döntő      | Döntő |
|  | szeptember 2.   |                 |               |               |    |            |            |       |
|  |                 |                 |               |               |    |            |            |       |
|  | Sporing CP      | Sporing CP      | 31            |               |    |            |            |       |
|  | Sporing CP      | Sporing CP      | 31            | szeptember 3. |    |            |            |       |
|  | Riihimäki Cocks | Riihimäki Cocks | 27            |               |    |            |            |       |
|  | Riihimäki Cocks | Riihimäki Cocks | 27            |               |    | Sporing CP | Sporing CP | 35    |
|  | szeptember 2.   |                 |               |               |    | Sporing CP | Sporing CP | 35    |
|  |                 |                 | Alpla HC Hard | Alpla HC Hard | 34 |            |            |       |
|  | Tatran Prešov   | Tatran Prešov   | Alpla HC Hard | Alpla HC Hard | 34 | 25         |            |       |
|  | Tatran Prešov   | Tatran Prešov   |               |               |    |            |            |       |
|  | Alpla HC Hard   | Alpla HC Hard   | 26            |               |    |            |            |       |
|  | Alpla HC Hard   | Alpla HC Hard   | 26            | Bronzmérkőzés |    |            |            |       |
|  |                 |                 |               |               |    |            |            |       |
|  | szeptember 3.   |                 |               |               |    |            |            |       |
|  |                 |                 |               |               |    |            |            |       |
|  | Riihimäki Cocks | Riihimäki Cocks | 27            |               |    |            |            |       |
|  | Riihimäki Cocks | Riihimäki Cocks | 27            |               |    |            |            |       |
|  | Tatran Prešov   | Tatran Prešov   | 30            |               |    |            |            |       |
|  | Tatran Prešov   | Tatran Prešov   | 30            |               |    |            |            |       |

## Csoportkör

### A csoport
| #  | Csapat             | M  | Gy | D | V  | G+  | G–  | Gk  | P  |
| -- | ------------------ | -- | -- | - | -- | --- | --- | --- | -- |
| 1. | Vardar Szkopje     | 14 | 9  | 3 | 2  | 390 | 341 | +49 | 21 |
| 2. | FC Barcelona       | 14 | 9  | 2 | 3  | 408 | 377 | +31 | 20 |
| 3. | HBC Nantes         | 14 | 9  | 2 | 3  | 402 | 382 | +20 | 20 |
| 4. | Rhein-Neckar Löwen | 14 | 6  | 5 | 3  | 416 | 391 | +25 | 17 |
| 5. | Pick Szeged        | 14 | 6  | 1 | 7  | 421 | 411 | +10 | 13 |
| 6. | IFK Kristianstad   | 14 | 3  | 2 | 9  | 355 | 415 | –60 | 8  |
| 7. | Wisła Płock        | 14 | 2  | 3 | 9  | 380 | 408 | –28 | 7  |
| 8. | RK Zagreb          | 14 | 2  | 2 | 10 | 349 | 396 | –47 | 6  |

| VAR   | BAR   | NAN   | LÖW   | SZE   | KRI   | PLO   | ZAG   |
| ----- | ----- | ----- | ----- | ----- | ----- | ----- | ----- |
|       | 27–24 | 27–23 | 30–26 | 34–30 | 31–15 | 31–31 | 28–21 |
| 29–28 |       | 31–25 | 26–26 | 28–27 | 31–29 | 28–27 | 32–22 |
| 27–26 | 29–25 |       | 26–26 | 30–26 | 34–25 | 32–30 | 28–27 |
| 21–21 | 31–31 | 30–30 |       | 35–37 | 32–29 | 31–27 | 31–24 |
| 26–26 | 31–28 | 30–33 | 31–34 |       | 36–27 | 24–25 | 30–28 |
| 23–26 | 21–26 | 26–31 | 22–35 | 33–32 |       | 25–24 | 28–28 |
| 22–26 | 30–37 | 30–32 | 27–32 | 27–33 | 25–25 |       | 27–24 |
| 23–29 | 24–32 | 23–22 | 30–26 | 23–28 | 24–27 | 28–28 |       |

### B csoport
| #  | Csapat              | M  | Gy | D | V  | G+  | G–  | Gk  | P  |
| -- | ------------------- | -- | -- | - | -- | --- | --- | --- | -- |
| 1. | Paris Saint-Germain | 14 | 11 | 1 | 2  | 424 | 378 | +46 | 23 |
| 2. | Telekom Veszprém KC | 14 | 8  | 2 | 4  | 407 | 378 | +29 | 18 |
| 3. | Flensburg-Handewitt | 14 | 7  | 4 | 3  | 410 | 391 | +19 | 18 |
| 4. | THW Kiel            | 14 | 7  | 2 | 5  | 366 | 361 | +5  | 16 |
| 5. | Vive Tauron Kielce  | 14 | 6  | 3 | 5  | 418 | 408 | +10 | 15 |
| 6. | Meskov Breszt       | 14 | 4  | 2 | 8  | 374 | 406 | –32 | 10 |
| 7. | RK Celje            | 14 | 3  | 1 | 10 | 398 | 434 | –36 | 7  |
| 8. | Aalborg             | 14 | 2  | 1 | 11 | 364 | 405 | –41 | 5  |

| PSG   | VES   | FLE   | THW   | KIE   | BRE   | CEL   | AAL   |
| ----- | ----- | ----- | ----- | ----- | ----- | ----- | ----- |
|       | 33–28 | 29–21 | 29–29 | 33–28 | 32–28 | 32–27 | 31–28 |
| 24–29 |       | 28–27 | 26–24 | 31–26 | 34–22 | 29–22 | 30–24 |
| 33–29 | 31–31 |       | 30–33 | 32–32 | 37–30 | 33–28 | 30–27 |
| 22–25 | 22–20 | 20–20 |       | 29–30 | 33–23 | 26–29 | 27–26 |
| 29–30 | 32–32 | 25–25 | 32–21 |       | 33–28 | 37–31 | 28–27 |
| 29–28 | 26–29 | 28–30 | 24–25 | 28–25 |       | 29–24 | 23–23 |
| 26–31 | 31–39 | 27–30 | 27–28 | 31–27 | 33–33 |       | 32–28 |
| 26–33 | 29–26 | 24–31 | 20–27 | 30–34 | 20–23 | 32–30 |       |

### C csoport
| #  | Csapat                | M  | Gy | D | V | G+  | G–  | Gk  | P  |
| -- | --------------------- | -- | -- | - | - | --- | --- | --- | -- |
| 1. | Skjern Håndbold       | 10 | 8  | 0 | 2 | 326 | 252 | +74 | 16 |
| 2. | Ademar León           | 10 | 6  | 0 | 4 | 270 | 270 | 0   | 12 |
| 3. | Gorenje Velenje       | 10 | 6  | 0 | 4 | 271 | 271 | 0   | 12 |
| 4. | Elverum Håndball      | 10 | 5  | 0 | 5 | 287 | 304 | –17 | 10 |
| 5. | Kadetten Schaffhausen | 10 | 4  | 0 | 6 | 263 | 274 | –11 | 8  |
| 6. | Dinamo București      | 10 | 1  | 0 | 9 | 278 | 324 | –46 | 2  |

| SKJ   | ADE   | VEL   | ELV   | KAD   | BUK   |
| ----- | ----- | ----- | ----- | ----- | ----- |
|       | 33–25 | 35–20 | 35–25 | 32–22 | 39–28 |
| 26–31 |       | 28–24 | 26–30 | 29–28 | 32–29 |
| 31–29 | 23–22 |       | 30–21 | 27–21 | 33–29 |
| 27–32 | 25–30 | 29–28 |       | 26–22 | 40–32 |
| 25–24 | 23–24 | 31–28 | 36–30 |       | 27–25 |
| 23–36 | 24–28 | 26–27 | 33–34 | 29–28 |       |

### D csoport
| #  | Csapat                | M  | Gy | D | V | G+  | G–  | Gk  | P  |
| -- | --------------------- | -- | -- | - | - | --- | --- | --- | -- |
| 1. | Montpellier           | 10 | 8  | 0 | 2 | 309 | 267 | +42 | 16 |
| 2. | Motor Zaporizzsja     | 10 | 6  | 3 | 1 | 294 | 263 | +31 | 15 |
| 3. | Beşiktaş              | 10 | 5  | 1 | 4 | 293 | 296 | –3  | 11 |
| 4. | Sporting              | 10 | 4  | 0 | 6 | 293 | 297 | –4  | 8  |
| 5. | Metalurg Szkopje      | 10 | 2  | 1 | 7 | 262 | 293 | –31 | 5  |
| 6. | Csehovszkije Medvegyi | 10 | 2  | 1 | 7 | 271 | 306 | –35 | 5  |

| MON   | ZAP   | BES   | SPO   | MET   | MED   |
| ----- | ----- | ----- | ----- | ----- | ----- |
|       | 28–20 | 28–33 | 33–32 | 32–22 | 34–23 |
| 31–30 |       | 28–22 | 32–29 | 28–28 | 36–23 |
| 32–36 | 28–28 |       | 26–30 | 32–29 | 33–29 |
| 29–33 | 23–31 | 34–27 |       | 31–27 | 31–30 |
| 21–27 | 22–30 | 27–31 | 28–27 |       | 26–29 |
| 24–28 | 30–30 | 27–29 | 30–27 | 26–32 |       |

### Rájátszás
A C és D csoport első két helyezettje egy-egy oda-vissza vágós rájátszásban harcolhatta ki a legjobb 12 közé jutást.
| 1. csapat         | Össz. | 2. csapat       | 1. mérk. | 2. mérk. |
| ----------------- | ----- | --------------- | -------- | -------- |
| Ademar León       | 43–48 | Montpellier     | 24–28    | 19–20    |
| Motor Zaporizzsja | 58–63 | Skjern Håndbold | 32–30    | 26–33    |

## Egyenes kieséses szakasz
Az egyenes kieséses szakaszba 14 csapat jutott. Az A és B csoport győztesei automatikusan a negyeddöntőbe kerültek, a 2-6. helyezettek a nyolcaddöntőbe. Hozzájuk csatlakozott a C és D csoport rájátszásának két győztese.

### Nyolcaddöntők
| 1. csapat          | Össz. | 2. csapat              | 1. mérk. | 2. mérk. |
| ------------------ | ----- | ---------------------- | -------- | -------- |
| Montpellier        | 56–55 | FC Barcelona           | 28–25    | 28–30    |
| Skjern Håndbold    | 61–59 | Telekom Veszprém KC    | 32–25    | 29–34    |
| Meskov Breszt      | 52–60 | HBC Nantes             | 24–32    | 28–28    |
| IFK Kristianstad   | 46–53 | SG Flensburg-Handewitt | 22–26    | 24–27    |
| Vive Tauron Kielce | 77–47 | Rhein-Neckar Löwen     | 41–17    | 36–30    |
| THW Kiel           | 56–50 | Pick Szeged            | 29–22    | 27–28    |

### Negyeddöntők
| 1. csapat           | Össz. | 2. csapat           | 1. mérk. | 2. mérk. |
| ------------------- | ----- | ------------------- | -------- | -------- |
| THW Kiel            | 56–56 | Vardar Szkopje      | 28–29    | 28–27    |
| Vive Tauron Kielce  | 60–69 | Paris Saint-Germain | 28–34    | 32–35    |
| Flensburg-Handewitt | 45–57 | Montpellier         | 28–28    | 17–29    |
| HBC Nantes          | 60–54 | Skjern Håndbold     | 33–27    | 27–27    |

### Final Four
A Final Fourt immár kilencedik alkalommal Kölnben rendezték, a Lanxess Arenában.
|  |                     |                     |             |               |    |            |            |       |
|  | Elődöntők           | Elődöntők           | Elődöntők   |               |    | Döntő      | Döntő      | Döntő |
|  | Elődöntők           | Elődöntők           | Elődöntők   |               |    | Döntő      | Döntő      | Döntő |
|  | május 26.           |                     |             |               |    |            |            |       |
|  |                     |                     |             |               |    |            |            |       |
|  | HBC Nantes          | HBC Nantes          | 32          |               |    |            |            |       |
|  | HBC Nantes          | HBC Nantes          | 32          | május 27.     |    |            |            |       |
|  | Paris Saint-Germain | Paris Saint-Germain | 28          |               |    |            |            |       |
|  | Paris Saint-Germain | Paris Saint-Germain | 28          |               |    | HBC Nantes | HBC Nantes | 26    |
|  | május 26.           |                     |             |               |    | HBC Nantes | HBC Nantes | 26    |
|  |                     |                     | Montpellier | Montpellier   | 32 |            |            |       |
|  | Vardar Szkopje      | Vardar Szkopje      | Montpellier | Montpellier   | 32 | 27         |            |       |
|  | Vardar Szkopje      | Vardar Szkopje      |             |               |    |            |            |       |
|  | Montpellier         | Montpellier         | 28          |               |    |            |            |       |
|  | Montpellier         | Montpellier         | 28          | Bronzmérkőzés |    |            |            |       |
|  |                     |                     |             |               |    |            |            |       |
|  | május 27.           |                     |             |               |    |            |            |       |
|  |                     |                     |             |               |    |            |            |       |
|  | Paris Saint-Germain | Paris Saint-Germain | 29          |               |    |            |            |       |
|  | Paris Saint-Germain | Paris Saint-Germain | 29          |               |    |            |            |       |
|  | Vardar Szkopje      | Vardar Szkopje      | 28          |               |    |            |            |       |
|  | Vardar Szkopje      | Vardar Szkopje      | 28          |               |    |            |            |       |

## Statisztikák

### Góllövőlista
| #  | Játékos          | Csapat              | Gól |
| -- | ---------------- | ------------------- | --- |
| 1. | Uwe Gensheimer   | Paris Saint-Germain | 92  |
| 2. | Markus Olsson    | Skjern Håndbold     | 88  |
| 3. | André Schmid     | Rhein-Neckar Löwen  | 83  |
| 4. | Nedim Remili     | Paris Saint-Germain | 80  |
| 5. | Alex Dujsebajev  | Vive Tauron Kielce  | 79  |
| 5. | Eduardo Gurbindo | HBC Nantes          | 79  |
| 7. | Nicolas Tournat  | HBC Nantes          | 76  |
| 8. | Lékai Máté       | Telekom Veszprém KC | 75  |
| 9. | Vuko Borozan     | RK Vardar Szkopje   | 74  |
| 9. | Michał Jurecki   | Vive Tauron Kielce  | 74  |
| 9. | Bjarte Myrhol    | Skjern Håndbold     | 74  |

### All-star csapat
A szezon All-star csapatát a Final Four előtt, 2018. május 25-én hirdették ki. A csapatot a szurkolók és újságírók szavazatai alapján állították össze.
| Kapus      | Sterbik Árpád    | Vardar Szkopje      |
| Balszélső  | Uwe Gensheimer   | Paris Saint-Germain |
| Balátlövő  | Sander Sagosen   | Paris Saint-Germain |
| Irányító   | Nikola Karabatić | Paris Saint-Germain |
| Beállós    | Bjarte Myrhol    | Skjern Håndbold     |
| Jobbátlövő | Dika Mem         | FC Barcelona        |
| Jobbszélső | David Balaguer   | HBC Nantes          |

### További díjak
- Legjobb edző:  Patrice Canayer (Montpellier Handball)
- Legjobb fiatal játékos:  Romain Lagarde (HBC Nantes)
- Legjobb védőjátékos:  Luka Karabatić (Paris Saint-Germain)